# Acanthodelta purpurascens
Acanthodelta purpurascens là một loài bướm đêm trong họ Noctuidae.